# Елкхарт (Ајова)
Елкхарт (енгл. Elkhart) град је у америчкој савезној држави Ајова. По попису становништва из 2010. у њему је живело 683 становника.

## Демографија
Према попису становништва из 2010. у граду је живело 683 становника, што је 321 (88,7%) становника више него 2000. године.
| Група             | 2000.       | 2010.       |
| Белци             | 354 (97,8%) | 644 (94,3%) |
| Афроамериканци    | 5 (1,4%)    | 7 (1,0%)    |
| Азијати           | 0 (0,0%)    | 0 (0,0%)    |
| Хиспаноамериканци | 1 (0,3%)    | 26 (3,8%)   |
| Укупно            | 362         | 683         |